# S/2014 (130) 2
S/2014 (130) 2 ist der innerste und kleinste der drei Monde des Hauptgürtel-Asteroiden (130) Elektra. Sein mittlerer Durchmesser beträgt 1,6 Kilometer.

## Entdeckung und Benennung
S/2014 (130) 2 wurde am 9. Dezember 2014 von einem Astronomenteam bestehend aus Anthony Berdeu, Maud Langlois und Frédéric Vachier auf Archivaufnahmen entdeckt, die mit dem 8,2-m-„Melipal“-VLT-Teleskop auf dem Cerro Paranal in Chile unter Verwendung Adaptiver Optik zwischen dem 9. und 30. Dezember 2014 entstanden sind. Aufgrund seiner geringen Lichtstärke und der Nähe zu der viel helleren Elektra ist er zunächst seiner Entdeckung entgangen. Später konnte die Existenz auf weiteren VLT-Bildern vom Februar 2016 und von Juli bis August 2019 nachgewiesen werden. Die Entdeckung wurde daher erst sieben Jahre später durch die IAU am 6. November 2021 bekanntgegeben; der Mond erhielt die vorläufige Bezeichnung S/2014 (130) 2.
Bereits 2001 entdeckte man mit dem 10-m-Keck-Teleskop II einen ersten Begleiter von Elektra. Im Dezember 2014 fand man den zweiten Begleiter, wodurch das System zum sechsten bekannten Asteroiden-Mehrfachsystem im Hauptgürtel und zum zehnten insgesamt wurde.
Um den dritten Begleiter zu finden, nutzte Studienleiter Berdeu Daten des SPERE-Instruments des VLT. Diese ließ er durch ein neu entwickeltes System zur Datenreduktion laufen, was das Rauschen aus den Daten entfernt. Mithilfe von Datenverarbeitungs-Algorithmen wurde außerdem der Lichtkranz (Halo) um Elektra reduziert. Durch die Entdeckung dieses dritten Mondes wurde das Elektra-System zum ersten bekannten Asteroiden-Vierfachsystem.

## Bahneigenschaften
S/2014 (130) 2 umkreist Elektra auf einer kreisförmigen Umlaufbahn in einem mittleren Abstand von 344 Kilometern zu deren Zentrum (etwa 3,8 Elektra-Radien). Die Bahnexzentrizität beträgt 0,33, die Bahn ist 129° gegenüber dem Äquator respektive 39° gegenüber dem Pol bzw. der Rotationsachse von Elektra geneigt. Die Umlaufbahn des nächstäußeren Mondes S/2014 (130) 1 ist im Mittel etwa 157 km vom Orbit von S/2014 (130) 2 entfernt.
Im Gegensatz zu den beiden äußeren Monden ist die Umlaufbahn von S/2014 (130) 2 bemerkenswert exzentrischer und seine Bahn ist zudem um die 30° gegenüber seinen äußeren Nachbarn versetzt. Dies und vor allem die große Nähe zum Mutterasteroiden macht ihn anfällig für Bahnstörungen, die durch formbedingte Unregelmäßigkeiten in Elektras Gravitationsfeld entstehen; die dürften der Hauptgrund dafür für die Unsicherheiten in Bahndatenlösungen für S/2014 (130) 2 nach Keplerschen Gesetzen sein.
S/2014 (130) 2 umrundet Elektra in 16 Stunden 17,8 Minuten, was rund 2973 Umläufen in einem Elektra-Jahr (rund 5,5 Erdjahre) entspricht. Vom Orbit von S/2014 (107) 2 wird angenommen, dass er stabil ist, denn er liegt weit innerhalb von Elektras Hill-Radius von 38.000 km, jedoch auch weit außerhalb des synchronen Orbits.

## Physikalische Eigenschaften
Basierend auf dem von Elektra um 10,5 mag abweichenden Helligkeitsfaktor im Nahen Infraroten und einem Elektra entsprechenden angenommenen gleichen Rückstrahlvermögen von 8,6 % resultiert ein mittlerer Durchmesser von 1,6 km (etwa 1/113 des Zentralkörpers). Ausgehend von diesem Durchmesser ergibt sich eine Oberfläche von etwa 8 km2.
Die Beobachtungen im Nahen Infraroten (Dezember 2014) am VLT zeigten, dass zumindest diese anderen Monde S/2014 (130) 1 wie auch S/2003 (130) 1 ein ähnliches Spektrum wie Elektra aufweisen; deren Oberfläche ist damit ausgesprochen dunkel. Dies stützt die Hypothese, dass zumindest diese beiden Monde Fragmente einer vorangegangenen Kollision sind, was natürlich auch für S/2014 (130) 2 gelten müsste.
| Jahr | Abmessungen km | Quelle        |
| ---- | -------------- | ------------- |
| 2015 | 1,6 ± 1,2      | Johnson       |
| 2016 | 2,0 ± 1,5      | Yang et al.   |
| 2022 | 1,6 ± 0,4      | Berdeu et al. |

Die präziseste Bestimmung ist fett markiert.

### Innerer Aufbau
Da S/2014 (130) 2 eine ähnliche Farbe wie der Mutterkörper aufweist, geht man davon aus, dass der Mond aus demselben Material wie Elektra besteht und daher denselben Spektraltyp (G oder Ch) aufweist.
Die mittlere Oberflächentemperatur beträgt rund 157 K (−116 °C) und kann mittags bis auf maximal 251 K (−22 °C) ansteigen; nachts kann sie bis auf 63 K (−210 °C) absinken.